# Sân bay Manchester
Sân bay Manchester (IATA: MAN, ICAO: EGCC) là sân bay chính của Manchester, Anh. Sân bay này mở cửa cho vận chuyển hàng không tháng 6/1938. Ban đầu được gọi là Sân bay Ringway và trong đệ nhị thế chiến được gọi là RAF Ringway. Từ năm 1975 đến năm 1986, tên gọi Sân bay quốc tế Manchester được sử dụng. Sân bay này nằm ở biên giới giữa Cheshire và Manchester trong hạt đô thị của đô thị Đại Manchester.
Sân bay có hai đường băng song song và 3 nhà ga hành khách gần đó và một nhà ga. Sân bay này thuộc sở hữu của Manchester Airport Group. Sân bay Manchester được xếp hạng là sân bay bận rộn thứ 16 thế giới năm 2004 (về tiêu chí số lượng khách quốc tế vận chuyển). Nếu tính theo tổng số khách, sân bay này xếp thứ 48 thế giới năm 2005, giảm so vơi vị trí 45 năm 2004.
Sân bay này có 200 điểm đến khắp thế giới với 95 hãng hàng không. Đây là sân bay bận rộn thứ tư ở Vương quốc Liên hiệp Anh và Bắc Ireland và là sân bay bận rộn nhất Anh Quốc bên ngoài Luân Đôn tính về lượng khách/năm. Năm 2006, lượng khách của sân bay này là 22,1 triệu, chỉ tăng 0,2% so với cùng kỳ năm trước, so với mức chung cả Vương quốc Liên hiệp Anh và Bắc Ireland là 3%.

## Các nhà ga và các điểm đến

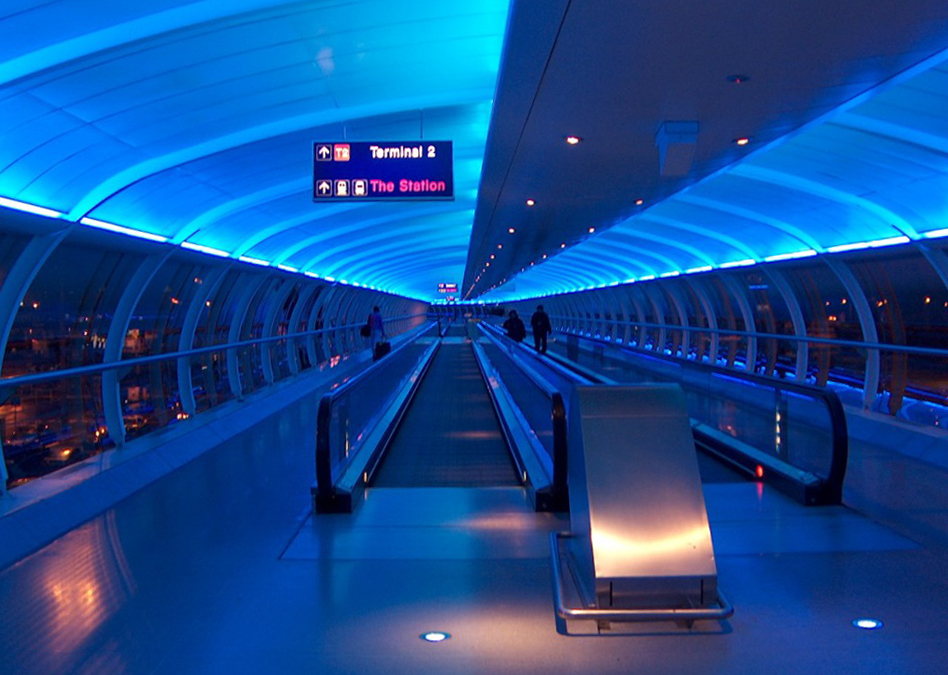
Manchester Airport Skywalk

Manchester Airport có 3 nhà ga nối với nhau. Terminals 1 và 3 nằm trong một tòa nhà và được nối bằng một hành lang. Terminal 1 và 2 được nối bằng skywalk, một lối đi băng qua sân bay với băng chuyền giúp hành khách đi bộ xa. Dọc theo skywalk là nhà ga xe lửa, cửa hàng và khách sạn.

### Nhà ga (Terminal) 1
Terminal 1 là nhà ga quốc tế, có 24 địa điểm đậu máy bay, trong đó có 18 ống lồng đẫn khách lên máy bay. Nhà ga được mở cửa năm 1962 và đã được nâng cấp, mở rộng. Hiện nay nhà ga vẫn đang được nâng cấp tiếp.
- Aer Arann (Galway, Kerry, Sligo, Waterford)
- Aer Lingus (Cork [Bắt đầu từ tháng 3 năm 2007], Dublin)
- Air Atlanta (Orlando-Sanford, Sharm-El-Sheik, Tenerife)
- Air Baltic (Riga)
- Air Canada (Toronto-Pearson) - Tạm ngưng
- Air Scotland (operated by Greece Airways) (Alicante, Barcelona, Girona, Lanzarote, Las Palmas, Malaga, Palma de Mallorca)
- Air Transat (Calgary, Toronto-Pearson, Vancouver)
- Aurigny Air Services (Guernsey)
- Austrian Airlines (Innsbruck)
- Aviajet (Faro, Kefallinia, Naples, Palma, Reus, Zakynthos)
- BH Air (Burgas, Plovdiv, Sofia, Varna)
- Channel Express (Alicante, Malaga)
- City Airline (Gothenburg)
- Cyprus Airways (Larnaca, Paphos)
- Etihad Airways (Abu Dhabi)
- Eurocypria (Heraklion, Larnaca, Paphos)
- EuroManx (Isle Of Man)
- European Aviation Air Charter (Brescia, Lourdes-Tarbes)
- Flybe (Belfast-City, Brest [Từ tháng 3 năm 2007], Exeter, Glasgow Int [Từ tháng 3 năm 2007], Norwich, Rennes [Từ tháng 3 năm 2007], Southampton)
- Fly Gibraltar (Gibraltar)
- Flyjet (Arrecife, Corfu, Dalaman, Heraklion, Larnaca, Las Palmas, Ovda, Paphos, Rhodes, Sharm-El-Sheik, Tenerife, Thessalonika)
- Futura (Alicante, Arrecife, Dalaman, Ibiza, Larnaca, Las Palmas, Mahon, Palma, Reus, Tenerife)
- Greece Airways (Alicante, Barcelona, Gerona, Malaga, Palma)
- Icelandair (Reykjavik)
- Jet2.com (Alicante, Amsterdam, Barcelona, Berlin-Schönefeld [starts ngày 25 tháng 3 năm 2007], Budapest, Chambery, Faro, Geneva, Ibiza, London-Gatwick, Malaga, Milan-Bergamo, Murcia, Nice, Palma, Paris Charles-De-Gaulle, Pisa, Prague, Rome-Fiumicino, Tenerife-South, Toulouse, Valencia, Venice Marco Polo)
- Kıbrıs Türk Hava Yolları (Dalaman)
- Libyan Airways (Tripoli)
- LOT Polish Airlines (Warsaw)
- Lufthansa (Dusseldorf, Frankfurt, Hamburg, Munich)
- Luxair (Dublin, Luxembourg)
- MyTravel (Agadir, Alicante, Almeria, Antalya, Arrecife, Bergamo, Bodrum, Bucharest-Otopeni, Burgas, Cancun, Corfu, Dalaman, Djerba, Faro, Fuerteventura, Gerona, Goa, Grenoble, Heraklion, Hurghada, Ibiza, Kalamata, Kefallinia, Kos, La romana, Larnaca, Las Palmas, Las Vegas, Luxor, Mahon, Malaga, Malta, Monastir, Montego Bay, Naples, Orlando-Sanford, Palma, Paphos, Puerto Plata, Reus, Rhodes, Rimini, Salvador- Dois De Julho, Salzburg, Sharm-El-Sheik, Tenerife, Toronto-Pearson, Turin, Vancouver, Varadero, Zakynthos)
- Norwegian Air Shuttle (Bergen)
- Nouvelair (Djerba)
- PrivatAir (Istanbul-Atatürk)
- Ryanair (Dublin, Shannon)
- Scandinavian Airlines (Copenhagen, Stockholm-Arlanda)
  - SAS Braathens (Oslo)
- Swiss International Air Lines (Basel/Mulhouse, Zürich)
- Thomas Cook Airlines Alicante, Almeria, Antalya, Arrecife, Banjul, Barbados, Bodrum, Burgas, Calgary, Cancun, Catania, Cayo Coco, Corfu, Dalaman, Faro, Fuerteventura, Fuchal, Gerona, Heraklion, Hurghada, Ibiza, Innsbruck, Izmir, Jerez, Kefallinia, Kos, Larnaca, Las Palmas, Lyon, Mahon, Malaga, Malta, Monastir, Montreal, Orlando-Sanford, Palma, Paphos, Preveza, Puerto Plata, Reus, Rohdes, Rovaniemi, Salzburg, Sharm-El-Sheik, Skiathos, Sofia, Split, Tenerife, Thessalonika, Toronto-Pearson, Toulouse, Turin, Vancouver, Verona, Zakynthos)
- TUIfly (Cologne-Bonn, Hanover, Stuttgart, Venice)
- Turkish Airlines (Istanbul-Atatürk)

### Nhà ga hành khách quốc tế (Terminal) 2

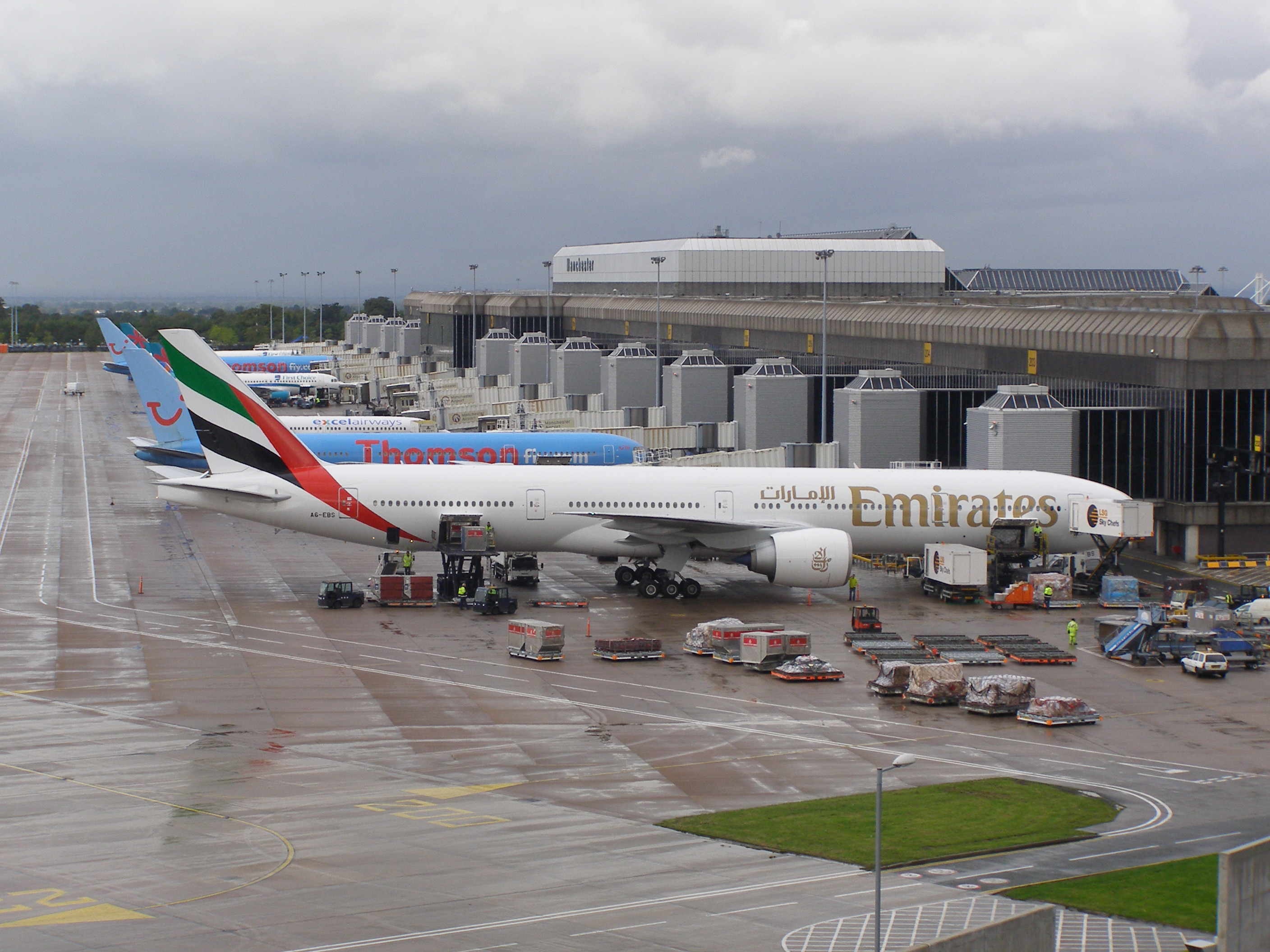
Terminal 2

Terminal 2, được mở cửa năm 1993, được sử dụng bởi các hãng đường dài và thuê bao. Nhà ga có 15 cửa, 14 có ống lồng. Nhà ga đang được nâng cấp để tăng công suất hiện có là 7,5 triệu lên hơn nữa.
- Adria Airways (Ljubljana) [Resumes summer 2007]
- Air Europa (Arrecife, Paris-Charles de Gaulle, Tenerife)
- Air France (Paris-Charles de Gaulle)
- Air Malta (Malta)
- Astraeus (Agadir, Banjul-Yundum, Brescia, Calvi, Chambery, Dalaman, Innsbruck, Izmir, Kefallinia, Kos, Lourdes-Tarbes, Lyon, Olbia, Palma de Mallorca, Paphos, Pula, Sal, Salzburg, Sharm-El-Sheik, Skiathos, Taba, Tenerife-South, Varna, Verona, Zakynthos)
- Atlasjet (Istanbul-Atatürk)
- Belavia (Minsk)
- Biman Bangladesh Airlines (Dhaka, Jeddah, Rome-Fiumicino)
- BritishJet (Malta)
- Bulgaria Air (Sofia, Varna)
- Croatia Airlines (Dubrovnik, Pula, Split) [seasonal]
- Czech Airlines (Prague)
- Delta Air Lines (Atlanta, New York-JFK)
- Emirates (Dubai)
- Flyglobespan (Calgary [bắt đầu tháng Năm], Cape Town, Johannesburg [bắt đầu 2/11], Toronto-Hamilton, Vancouver [Starts May])
- Free Bird Airlines (Dalaman)
- KLM Royal Dutch Airlines (Amsterdam)
- LTE International Airways (Arrecife, Palma, Tenerife-South)
- Luxor Air (Sharm-El-Sheik)
- Mahan Air (Tehran-Imam Khomeini)
- Onur Air (Antalya, Bodrum, Dalaman, Ercan)
- Pakistan International Airlines (Chicago-O'Hare, Houston-Intercontinental, Islamabad, Karachi, Lahore, New York-JFK)
- Pegasus Airlines (Bodrum, Dalaman)
- Qatar Airways (Doha)
- Singapore Airlines (Singapore)
- Syrian Arab Airlines (Damascus)
- Thomsonfly (Agadir, Alicante, Antalya, Arrecife, Barbados, Bodrum, Bourgas, Cancun, Chania, Corfu, Dalaman, Dubrovnik, Fort Lauderdale, Faro, Figari, Fuerteventura, Funchal, Geneva, Gerona, Heraklion, Hurghada, Ibiza, Kavala, Kefallinia, Larnaca, Las Palmas, Lisbon [bắt đầu tháng 5 năm 2007], Luxor, Lyon, Mahon, Malaga, Malta, Monastir, Montego Bay, Naples, Orlando-Sanford, Palma, Paphos, Pisa, Puerto Plata, Pula, Punta Cana, Reus, Rhodes, Rovaniemi,Saint Lucia, Salzburg, Samos, Santorini, Sharm-El-Sheik, Skiathos, Sofia, Taba, Tenerife-North, Tenerife-South, Thessaloniki, Toulouse, Turin, Varadero, Varna, Venice, Verona, Zakynthos)
- Viking Airlines (Heraklion, Ivalo, Kuusamo)
- Virgin Atlantic Airways (Barbados, Orlando, St Lucia)
- Zoom Airlines (Calgary, Toronto-Pearson, Vancouver)

### Nhà ga (Terminal) 3
Terminal 3 trước đây được gọi là Nhà ga 1 nội địa và được khánh thành bởi Diana, Công nương xứ Wales quá cố trước khi được sửa chữa và đổi tên. Nhà ga này có 18 cổng, 14 cổng có ống lồng lên máy bay. Hiện nay, nhà ga này đang được nâng cấp để tăng công suất hiện có là 5 triệu khách/năm lên nữa.
- Air Southwest (Cardiff, Newquay, Plymouth, Bristol)
- American Airlines (Boston [seasonal], Chicago-O'Hare)
- bmibaby (Alicante, Belfast, Bordeaux, Cork, Geneva, Knock, Jersey, Malaga, Newquay, Palma de Mallorca, Perpignan, Prague)
- British Airways (London-Gatwick, London-Heathrow, New York-JFK)
  - BA Connect (Aberdeen, Belfast-City, Berlin-Tegel, Brussels, Düsseldorf, Edinburgh, Frankfurt, Geneva, Glasgow, Hanover, Isle of Man, Jersey, Lyon, Madrid, Milan-Malpensa, Paris-Charles de Gaulle, Salzburg, Southampton, Vienna) [All to be taken over in early 2007 by Flybe]
  - British Airways operated by GB Airways (Arrecife, Heraklion, Malta, Paphos, Salzburg, Tenerife -South)
  - British Airways operated by Sun Air of Scandinavia (Billund)
- Eastern Airways (Inverness)
- Finnair (Helsinki)
- SN Brussels Airlines (Brussels)

### Các hãng hàng hóa
- Cathay Pacific
- China Airlines Cargo
- Dragonair